# Stupešice
Stupešice (německy Stupeschitz) jsou vesnice, část městyse Běhařovice v okrese Znojmo. Nachází se asi 2,5 km na jih od Běhařovic. Prochází zde silnice II/399. Stupešice jsou také název katastrálního území o rozloze 6,08 km2.

## Historie
První písemná zmínka o vesnici pochází z roku 1447.
V letech 1869–1950 byla samostatnou obcí, ke které patřila v letech 1869–1900 Ratišovice a od roku 1961 se vesnice stala součástí městyse Běhařovice.

## Obyvatelstvo
| Rok            | 1869 | 1880 | 1890 | 1900 | 1910 | 1921 | 1930 | 1950 | 1961 | 1970 | 1980 | 1991 | 2001 | 2011 | 2021 |
| -------------- | ---- | ---- | ---- | ---- | ---- | ---- | ---- | ---- | ---- | ---- | ---- | ---- | ---- | ---- | ---- |
| Počet obyvatel | 331  | 348  | 340  | 323  | 322  | 335  | 294  | 241  | 239  | 193  | 142  | 143  | 127  | 121  | 101  |
| Počet domů     | 69   | 71   | 69   | 73   | 68   | 63   | 67   | 59   | 60   | 55   | 44   | 56   | 60   | 60   | 61   |